# Guincourt

Guincourt este o comună în departamentul Ardennes din nordul Franței. În 1 ianuarie 2022 avea o populație de 74 de locuitori.